# Freie Kultur (Buch)

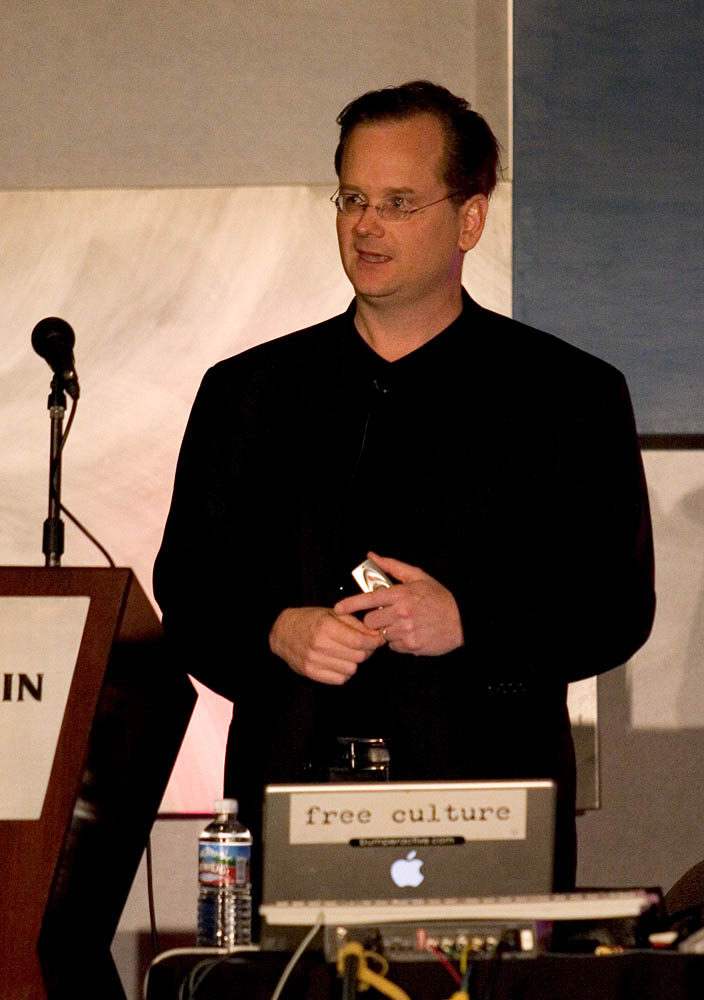
Lawrence Lessig

Freie Kultur – Wie die großen Medienunternehmen die Technologie und das Recht ausnutzen, um die Kultur wegzusperren und die Kreativität zu kontrollieren, ist ein Buch des Juraprofessors der Harvard Law School Lawrence Lessig aus dem Jahr 2004. Es wurde im Internet am 25. März 2004 unter der Creative-Commons-Lizenz cc-by-nc 1.0 veröffentlicht. Die gedruckte Ausgabe des Buches wurde durch Penguin Books unter vollem Urheberrechtsschutz veröffentlicht. Der englische Originaltitel lautet: Free Culture: How Big Media Uses Technology and the Law to Lock Down Culture and Control Creativity. In deutscher Sprache ist das Buch unter dem Titel Freie Kultur, Wesen und Zukunft der Kreativität in gedruckter Form im Januar 2006 bei Open Source Press erschienen.

„Es gab nie zuvor in der Geschichte eine Zeit, in der mehr von unserer „Kultur“ in „Eigentum“ stand als heute. Und dazu war niemals zuvor die Machtkonzentration bei der Kontrolle der Nutzung der Kultur so unangezweifelt akzeptiert wie heute.“

## Hintergrund
Lessigs ist eines einer ganzen Reihe von Büchern und Aufsätzen, die um die Jahrtausendwende Sorgen um die Zukunft des Urheberrechts und seine Wirkungen auf Kultur und Technik ausdrückten.

## Stellung im Werk
Freie Kultur ist das dritte von bisher vier Büchern, in denen sich der Verfassungsrechtler mit Fragen von Urheberrechten, Freiheit, Kultur und Internet befasst. In Code zeigt er, wie die Infrastruktur des Internets auch zur Kontrolle verwendet werden kann, in der Zukunft der Ideen wie politische und soziale Bestrebungen existieren, die Innovationskraft und Freiheit des Internets einzuschränken. Im Buch „Freie Kultur“ geht er einen Schritt weiter und stellt fest, dass die gesamte Umwelt der Kreativität durch sich wandelnde Gesetze zum geistigen Eigentum, Änderungen der Technik und durch die zunehmende Konzentration der Medien gefährdet ist.
Die Grundideen des Buchs präsentierte Lessig erstmals in der Keynote auf der OSCon 2002, und im Januar 2008 gab er bekannt, seinen letzten Vortrag primär zu Themen der freien Kultur zu halten, und sich der Korruption in Washington und der angegriffenen amerikanischen Demokratie zu widmen. Er baut auf Lessigs Tätigkeit im Prozess Eldred v. Ashcroft auf, in dem er vergeblich versuchte, die Verfassungsmäßigkeit des Sonny Bono Copyright Acts von 1998 anzugreifen, der den amerikanischen Urheberrechtsschutz deutlich verlängerte. Die Entscheidung stand damit in einer Reihe anderer Gerichtsentscheidungen, beispielsweise zu Napster oder DeCSS, die stets die Inhaber von Urheberrechten gegen ihre Nutzer begünstigten.

## Inhalt

### Geschichte des Urheberrechts und aktuelle Entwicklungen
Lessig zeichnet eine Geschichte des amerikanischen Urheberrechts im Spannungsfeld zwischen Autor- und Konsumenteninteressen nach. Lessig zufolge, gelang es dem Recht eine Balance zwischen beiden Interessen zu wahren, und sich technischen Veränderungen anzupassen. In den letzten Jahren allerdings ist das Rechtssystem außer Kontrolle geraten. Dabei beschäftigt Lessig sich vor allem mit dem Urheberrecht, geht aber davon aus, dass ähnliche Entwicklungen auch in anderen Bereichen der geistigen Eigentumsrechte vorliegen.
Lessig analysiert das Spannungsfeld zwischen den Konzepten der Schwarzkopiererei (piracy) und dem Eigentum auf dem Gebiet des geistigen Eigentums. Hier sieht er Bedrohungen durch drei Faktoren: eine zunehmend konzentrierte Medienlandschaft, die Einfluss auf die Politik ausüben kann, Änderungen in der zugrundeliegenden Technologie, die weitreichende Kontrolle ermöglichen, und Änderungen in den Gesetzen, die einzig zugunsten der Medienkonglomerate ausfielen. Während Copyright in den USA einst auf 14 Jahre begrenzt war und nur direkte Reproduktionen verbot, sei das Recht zeitlich immer weiter ausgedehnt worden, und umfasse mittlerweile zahlreiche Arten der Kopie, Bearbeitung, Transformation. Fern davon, das eigentliche Werk zu schützen, decke Copyright mittlerweile auch einzelne Ideen oder Aspekte ab.
Die technischen Entwicklungen der letzten Jahrzehnte ermöglichen es gleichzeitig, den Gebrauch und die Aneignung von Werken mit vorher unbekannter Gründlichkeit zu überwachen, während die Kontrollkosten dramatisch sinken. Die neuen Möglichkeiten der Bearbeitung und kreativen Aneignung, die diese Techniken auch bieten, sind bedroht durch Entwicklungen in Gesetz und Wirtschaft. Zwar ist es unter bestimmten Umständen möglich, die Erlaubnis der Rechteinhaber einzuholen, jedoch sei dies meist umständlich und kostspielig. Eine „Erlaubniskultur“ ist das Gegenteil einer „freien Kultur.“
In den letzten 20 Jahren hat es Lessig zufolge einen beispiellose Konzentrationsprozess in den Medien gegeben. Die Interessen der Medienwirtschaft bestehe vor allem in der Anhäufung von Kapital und weniger im freien Austausch von Ideen. Die Produkte, die diese Wirtschaft produziere, sind steril, sicher und homogen. Gleichzeitig nutzten sie das beeinträchtigte amerikanische Gesetzgebungsverfahren zu einer Art der Korruption, um Gesetze in ihrem Sinne durchzusetzen.

### Eldred v. Ashcroft
Das Buch zeichnet auch seine Verteidigung im Fall Eldred v. Ashcroft nach und seinen Versuch, ein Gesetz, welches intern als Eldred Act bezeichnet wurde, in den Kongress zu bringen. Lessig zufolge würde dieser Gesetzentwurf, je nach Perspektive, als Public Domain Enhancement Act (Gesetz zur Stärkung des Gemeineigentums) oder auch als Copyright Deregulation Act (Gesetz zur Deregulierung im Urheberrecht) firmieren.

### Urheberrecht und Kreativität
Beispielhaft zeigt Lessig, wie Kunst durch die Aneignung und Umarbeitung der Ideen anderer entstanden ist. Dabei haben auch die großen Rechteinhaber von heute bei ihrer jeweiligen Entstehung alle auf die eine oder andere Weise von fremden Werken profitiert. Lessig weist nach, dass jede Industrie, die heute zugunsten starker Urheberrechte eintritt, in ihrer Entstehung vom eingeschränkten Rechtsschutz der damaligen Zeit profitierte. Lessig geht dabei auf die Verlage, die Filmindustrie, die Fotoindustrie, das Radio sowie die Kabelgesellschaften ein. Teilweise nutzten sie Werke, die unter den damaligen Bedingungen noch frei waren, oder sie gingen zu Recht von einer mangelnden Rechtsdurchsetzung aus. Die von Lessig porträtierten Aneigner wurden in diesen Fällen meistens verklagt, doch waren die Rechte bereits abgelaufen, als die effektive Rechtsverfolgung in Gang kam, oder der Gesetzgeber suchte einen Ausgleich, der das Neue nicht zugunsten des Alten beseitigte.
Den Geschichten aus der Frühzeit der Medienindustrie stellt Lessig aktuelle Entwicklungen entgegen, in denen er den mühsamen Prozess schildert, heute etwas Kreatives zu schaffen, und in denen geistige Eigentumsrechte den kreativen Prozess entweder verhinderten oder massiv behinderten. Als Beispiel nennt er hier eine CD-Rom über das Lebenswerk von Clint Eastwood bei der allein die Beschaffung der notwendigen Rechte aller Regisseure, Produzenten und Schauspieler über ein Jahr dauerte. Ebenso schildert er den Versuch des Filmemachers Jon Else einen Vier-Sekunden-Ausschnitt aus den Simpsons in eine Dokumentation über die Entstehung einer Ring-Aufnahme der San Francisco Opera einzubauen. Ein Versuch, der letztlich scheiterte, weil die Lizenzforderungen von Rechteinhaber Fox das Budget überstiegen, und der Produzent trotz vermutlich vorhandener Ausnahmerechte im Urheberrechtsgesetz keinen langwierigen Streit vor Gericht provozieren wollte.
Die Einrichtung des Rechtsinstruments von Fair Use bezeichnet Lessig als weitgehend wirkungslos. Rechteinhaber würden eine aggressive Politik der Rechtsverfolgung betreiben, so dass eben legitime Nutzungen Rechtsstreitigkeiten nach sich zögen, und viele legitimer Nutzer im Vorfeld abgeschreckt würden. Viele Weiternutzer kreativer Werke bestehen darauf, dass alle Rechte „geklärt“, also mit Erlaubnis des Inhabers benutzt werden, selbst wenn es sich um eindeutige Fair-Use-Nutzungen handelt. Den Angriff auf Peer2Peer-Tauschbörsen vergleicht Lessig mit dem Einsatz von DDT zum Pflanzenschutz. Maßnahmen gegen die Tauschbörsen wären hilfreich gegen ein Übel, würden aber gleichzeitig mit den Tauschbörsen das gesamte kreative Ökosystem zerstören, dass diese erzeugen.

### Politische Konsequenzen
Neben den Folgen für die Kultur sieht Lessig auch Folgen für das politische System der Vereinigten Staaten. Für die Gesundheit eines demokratischen Systems sei es unerlässlich, auf bestehende Kultur zurückgreifen zu können, sie zu verbreitern, zu kommentieren, sie zu verändern und Neues aus ihr zu schaffen. Rechtliche und technische Entwicklung zusammen beeinträchtigen die Möglichkeiten, auf die eigene Kultur zurückzugreifen. Letztlich seien soziale Praktiken, die für das Funktionieren einer Demokratie benötigt werden, in Gefahr.

### Handlungsvorschläge
Lessig begreift die von ihm angestrebte Freie Kultur als durchzogen von einer Vielzahl privater Eigentumsrechte. Er befürwortet Markt und die kommerzielle Ausbeutung von geistigen Schöpfungen. Dennoch können diese Rechte, wenn sie falsch verwendet werden, Kultur bedrohen und beschränken. Im Nachwort zu seinem Buch unterbreitet er Vorschläge, wie die Gefahr für eine Freie Kultur abgewendet werden können. Dafür teilt er die Vorschläge in zwei Kategorien ein: Vorschläge, die jeder sofort umsetzen kann, und Vorschläge, die ein Handeln des Gesetzgebers erforderlich machen.
Für Individuen schlägt Lessig vor, dass diese innovative Konzepte nutzen sollten, um Inhalte zu verbreiten. Beispielsweise durch die Nutzung von Creative-Commons-Lizenzen. Das vom Pionier der Freien Software Richard Stallman und der Free Software Foundation vorgeschlagene Modell, Inhalte kostenlos verfügbar zu machen, nicht im Widerspruch zu Geschäftsmodellen wie denjenigen von Westlaw und LexisNexis steht. Diese erhalten von Abonnenten Geld für das Bereitstellen von im Gemeineigentum (Public Domain) stehenden Inhalten und verwenden dabei Lizenzen, die von Lessigs Organisation Creative Commons geschaffen wurden. Ebenso sollten sie sich politisch für freie Inhalte oder mehr Datenschutz beteiligen.
Im Bereich der Gesetzgebung setzt sich Lessig für einen formal komplizierteren Weg zur Erlangung von Urheberrechten ein. Dies würde unter anderem deutlicher machen, wem die Rechte an einem Werk gehören, und von wem man diese erlangen kann. Dabei schwebt ihm ein anderes System vor, als die notwendigen Formalien, die bis 1976 im amerikanischen Rechtssystem bestanden. Lessig tritt für die Einrichtung kürzerer Zeiträume für den Urheberrechtsschutz ein, die bei vorhandenem Interesse gegebenenfalls mit möglichst geringem Aufwand verlängert werden können. Dabei fordert er ein System wie das vor der Gesetzesreform von 1976 vor der das durchschnittliche Urheberrecht etwa 32 Jahre galt. Er geht dabei davon aus, dass für etwa 94 % der Werke bei Ablauf des Urheberrechtsschutzes bereits kein kommerzielles Verwertungsinteresse mehr besteht, und es eine große Verschwendung wäre, diese dem Public Domain vorzuenthalten. Auch tritt Lessig für eine Begrenzung des Urheberrechts hinsichtlich abgeleiteter Rechte ein. Er möchte zum Beispiel die Möglichkeit eines Verlages begrenzen, die Veröffentlichung von Kopien des Buches eines Autors im Internet zu nichtkommerziellen Zwecken zu verhindern. Auch greift er den Vorschlag von William W. Fisher von der Harvard Law School auf, wonach der Staat wie zum Beispiel beim Radio die Lizenzierung geistigen Eigentums durch Gesetz regeln (compulsory license) solle, und der jeweilige Schöpfer dann entsprechend den Downloadzahlen anteilig an den Einnahmen beteiligt wird.

## Rezeption
Das Buch erhielt weltweite Aufmerksamkeit auch außerhalb der engeren rechtswissenschaftlichen Diskussion. Lessig brachte das Konzept einer „freien Kultur“ damit erstmals breiteren Bevölkerungsschichten zu Gehör und schuf für die Bewegung selbst gewisse Grundsätze und Definitionen, auf die sie sich festlegen konnte. In seinem „Manifest“ löste er den Gedanken von Open Source aus dem Bereich der Software und machte ihn populär auch für andere Werkarten.
Die zeitgenössische wissenschaftliche Rezeption war eher skeptisch. Die Rechtsprofessorin aus Virginia, Julia D. Mahoney beschreibt das Buch als Kulmination überhitzter Rhetorik, die ans Apokalyptische grenze. Um seine These einer gerade erst einbrechenden Katastrophe zu untermauern, würde Lessig über die zahlreichen Probleme des Urheberrechts vor 1976 hinwegsehen, während er neuste Entwicklungen einseitig interpretiert.
Während Lessig die Bedrohung der Kultur proklamiert, zeigt er faktisch vor allem die kreativen Energien, und kulturellen Freiheit, die das Internet freisetzen konnte. Die Einzelfälle und Beispiele, die er Lessig betrachtet sind gut ausgewählt und stellten eindrucksvolle Illustrationen für das komplexe Verhältnis zwischen menschlicher Gesellschaft und geistigen Eigentumsrechten dar. Tatsächlich seien die Tatsachen, die er schildere deutlich komplexer, reicher, und auch interessanter, als die eindimensionale These, die er daraus ableite.
Der Soziologe David Granzian lobt ebenfalls die Beschreibung von der Interaktion zwischen Fortschritt und Rechtsentwicklung, und der bedenklichen Entwicklungen die diese mit sich bringen. Auch er wirft Lessig allerdings vor, seine Beispiele extrem zu interpretieren und unzulässig zu sehr zu verallgemeinern. Er würde damit einen ähnlich einseitigen Determinismus zu vertreten wie die Anhänger des digitalen Zeitalters.

## Abgeleitete Werke
Einen Tag nach Veröffentlichung des Buches im Internet schlug der Autor eines populären Blogs vor, dass Leute sich ein Kapitel aussuchen, sprechen und aufnehmen sollten. Zum Teil geschah dies, weil es nach der Lizenz möglich war. Bereits zwei Tage später war der größte Teil des Buches aufgenommen. Neben den Audioaufnahmen wurde das Buch bereits im Rahmen eines Wikis ins Chinesische übersetzt. Dabei arbeiteten viele Blogger aus der Volksrepublik China sowie aus Taiwan zusammen.

## Ausgaben
- US 1st hardcover Edition: ISBN 1-59420-006-8
- DE 1. Auflage, Hardcover: ISBN 3-937514-15-5